# Uranotaenia nepenthes
Uranotaenia nepenthes är en tvåvingeart som först beskrevs av Theobald 1912.  Uranotaenia nepenthes ingår i släktet Uranotaenia och familjen stickmyggor. Inga underarter finns listade i Catalogue of Life.